# فلاديمير ميلينكوفيتش (لاعب كرة قدم)
فلاديمير ميلينكوفيتش هو لاعب كرة قدم صربي في مركز الهجوم، ولد في 22 يونيو 1982 في نيش في صربيا. لعب مع تيموك زاييتشار ورادنيتشكي نيش ونادي رودار بليفليا ونادي فورسكلا بولتافا ونادي ياغودينا.

## وصلات خارجية
- فلاديمير ميلينكوفيتش (لاعب كرة قدم) على موقع قاعدة بيانات كرة القدم.إي يو (الإنجليزية)
- فلاديمير ميلينكوفيتش (لاعب كرة قدم) على موقع Soccerway.com (الإنجليزية)